# Перивој Пресвете Богородице
Перивој Пресвете Богородице или Богородичин врт је зелена површина посебно уређена за шетњу и одмор где је по предању Богородица ступила на Свету Гору. Врт или перивој Пресвете Богородице, како се још и цео Атос назива,  посвећен је најузвишенијој од свих жена – чиме Светогорци обично истичу довољну заступљеност женског принципа на својој територији и у својој миленијумској историји.

## Положај
Перивој Пресвете Богородице са налази на Атосу, на најисточнијем, трећем „прсту“ грчког полуострва Халкидики (окруженом са три стране морем, а с четврте узаном и тешко проходном превлаком више одвојен од копна него повезан с њим), на његовој североисточној обали у непосредној близини манастира Ивирон, уз извор чудотворне воде (Богородичин извор) испод нивоа мора.

## Историја
Перивој који је настао у непосредној близини манастира Ивирион, на североисточној обали Свете Горе уз Богородичин извор,  чудотворне воде, и директно се везује за предање о томе како је полуострво Атос постало јединствено у свету уточиште монаха, након боравка на том месту пресвете Богородице.
По том предању Богородица је у пратњи Светог Јована након Христовог Васкрсења кренула бродом на Кипар у посету васксрсломе Лазару из Витаније који је на овом острву био епископ. Током пута велика бура одвукла је брод на супротну страну на полуострво Атос  до места на коме се тада налазило паганско Аполоново светилиште у близини луке некадашњег манастира Клемент, недалеко од данашњег манастира Ивирон на Светој Гори.
Када је Богородица ступила на тле, на месту где се данас налази извор, пагански кипови су се заљуљали и срушили. Видевши у овоме провиђење Божје, пагански народ је по предању прими веру Христову и на месту паганског храма подигао дрвени хришћански манастир Свети Климент, од којег данас нема сачуваних трагова.
Одушевљена дивљом лепотом планине и тада паганског полуострва Атоса, Богородица је замолила Исуса Христа да га претвори у њен врт, овим речима:
Нека ово место буде твоје наслеђе и твој врт, рај и небо спасења за оне који траже спасење.
Тада се са са неба зачуо глас Христа како ту земљу проглашава перивојем своје мајке. Од тог тренутка према предању планина је посвећена као врт Мајке Божје у који није дозвољен приступ другим женама. Пре него што је напустила Атос Богородица је верницима наводно поручила:
Благодат Божји нека буде на месту овом и над онима који овде бораве  чувајући Заповеди Сина и Бога Мојега.
Добра, нужна за живот на земљи имаће с малим трудом у изобиљу, живот на небесима припремљен им је и неће одступити милост Сина Мојега од места овога до краја века.
Ја ћу бити заступница овог места и топла молитвеница за њега пред Богом.
Од ове поруке Света Богородица је постала и до данас остала заштитница целе Свете Горе.